# تمام بن العباس
تمام بن العباس بن عبد المطلب، مختلف في صحبته، ابن عم النبي محمد، وابن العباس بن عبد المطلب ولد في عهد رسول الله، وأمّه أمّ ولد روميّة تسمى سبأ، وهو شقيق كثير بن العباس، وكان تمام واليًا لعلي بن أبي طالب على المدينة. وكان العبّاس يحمله ويقول: